# Battlefield 1942
Battlefield 1942 — відеогра, 3D-шутер від першої особи на тему Другої світової війни, розроблений Digital Illusions CE і виданий Electronic Arts для Microsoft Windows (2002) і Apple Macintosh (2004). У грі є режим одиночної гри з ботами, але геймплей націлений на багатокористувацьку гру в інтернеті. З вересня 2012-го, ЕА зробили Battlefield 1942 безкоштовною грою. У неї можна абсолютно безкоштовно пограти просто встановивши клієнт мережевого сервісу Origin.

## Ігровий процес

Боєць Союзників проти німецьких військ (мультиплеєр)

### Основи
Основу гри складають бої в антуражі Другої світової війни, де гравець виступає в ролі військового. В режимі кампанії надається низка місій, що відтворюють реальні військові операції в чотирьох регіонах: острови Тихого океану, Північна Африка, Східна Європа і Західна Європа. В оригінальній Battlefield 1942 є дві сторони: Союзники (США, Англія, Канада і СРСР) і країни Осі (Німеччина і Японія). Їх протистояння на картах, де відбуваються бої, реалізовано як захоплення і утримання контрольних позицій. На початку кожного бою кожної зі сторін дається рівна кількість солдатів (від 50 до 2000). При смерті одного бійця цей показник зменшується на одиницю. Коли показник доходить до 0 команда програє. Показник сам поступово зменшується, якщо в однієї зі сторін більше контрольних позицій. Той, хто контролює таку позицію, може використовувати її, щоб повернутися в гру, після того, як його вбили. У кожної з протиборчих сторін є по тиловій позиції, яку неможливо захопити і де бійці респавняться за промовчуванням.
У Battlefield 1942 можна грати за скаута, піхотинця, гранатометника, санітара і інженера. Ці класи військових різняться доступним озброєнням і такими характеристиками як запас здоров'я та швидкість. Санітар володіє унікальною здатністю лікувати союзників, а інженер — ремонтувати техніку та закладати вибухівку. На деяких контрольних точках стоїть бойова техніка (танки, бронетранспортери, джипи, літаки, самохідні гармати), яку може зайняти будь-який боєць. Також, є мобільні контрольні точки — кораблі, які до того ж мають озброєння.
Після кожного бою на екран виводиться статистика: кількість вбивств ворогів, кількість власних смертей, рівень влучності та відповідна успіхам медаль.

### Багатокористувацька гра
Battlefield 1942 має подібні принципи ігрового процесу як в однокористувацькій кампанії, так і багатокористувацьких боях. Змагаючись з іншими гравцями чи штучним інтелектом, гравець може обрати режими:
- Завоювання (англ. Conquest) — основний режим, де дві протиборчі команди мають обмежену кількість «квитків», що визначають їхнє становище. Вони відображають чия сторона переважає і витрачаються на повернення солдатів у гру після смерті. Метою є зменшити кількість ворожих «квитків» до 0 шляхом вбивства ворогів і захоплення контрольних позицій. Коли одна з команд володіє більшою кількістю позицій, у противників «квитки» починають відніматися автоматично, а не лише при відродженні бійців. Повернення у гру відбувається під час хвиль приходу підкріплень. Деякі карти для цього режиму більш орієнтовані на оборону однієї зі сторін, тоді як інші дозволяють обом вести однаково активний наступ.
- Командний смертельний матч (англ. Team Death Match) — кожна з двох команд намагається знищити якомога більше ворогів і втратити якомога менше союзників.
- Захоплення прапора (англ. Capture The Flag) — кожна з команд володіє прапором, який необхідно з боями захопити більше разів, ніж це зроблять противники. Щоб прапор вважався захопленим, його слід спершу відібрати, а потім принести на свою базу.

## Кампанія
Кампанія надає низку боїв, заснованих на реальних подіях Другої світової війни. Проте вони не відтворюються історично достовірно, надаючи гравцеві змогу самому вирішити як саме вони відбуватимуться.
Тихий океан. У Тихоокеанському театрі бойових дій Японія провокує на війну союзників. Після раптового нападу на Перл-Гарбор, японці намагаються якомога швидше досягнути панування на островах океану. Сили США, з іншого боку, змушені перегруповуватися і вести затяжну війну проти противника, для якого острови є звичним місцем. Бої: за острів Вейк; за Мідвей; за Гуадалканал; за Іодзіму.
Північна Африка. Союзникам доводиться протистояти італо-німецькому корпусу в умовах пустелі. Надзвичайно важливим тут стає убезпечити лінії підтримки: доставку води, харчів, боєприпасів та палива. Бої: операція «Батлакс»; операція «Тезей»; облога Тобрука; битва за Ель-Аламейн.
Східна Європа. Німецькі війська планують зломити сили радянської Червоної армії в цьому регіоні за кілька місяців. Однак, вони не беруть до уваги високий бойовий дух противника і пізніше сувору тетешню зиму. Бліцкриг перетворюється на затяжну і втомливу низку битв. Бої: битва на Курській дузі, Харківська операція; Сталінградська битва.
Західна Європа. Союзники починають операцію «Оверлорд» і просуваються в напрямку Берліна. Після висадки в Нормандії німецьке командування береться відстояти свою територію за будь-яку ціну. Проте хто стане переможцем у Другій світовій війні досі лишається неясним через постійну зміну балансу сил. Бої: плацдарм «Омаха»; Бокаж; Голландська повітряно-десантна операція; Арденнська операція; битва за Берлін.

## Оцінки і відгуки
| Агрегатор    | Оцінка                |
| ------------ | --------------------- |
| GameRankings | 88,67 % (44 оглядів)  |
| Metacritic   | 89 / 100 (27 оглядів) |

| Видання                  | Оцінка   |
| ------------------------ | -------- |
| 1Up.com                  | A        |
| AllGame                  | [ 4 ]    |
| Computer and Video Games | 7.8 / 10 |
| Eurogamer                | 9 / 10   |
| GameRevolution           | A-       |
| GameSpot                 | 8.8 / 10 |
| GameSpy                  | [ 9 ]    |
| IGN                      | 9.3 / 10 |
| Игромания                | 8.0 / 10 |
| Страна игр               | 8.5 / 10 |

Гра зібрала численні позитивні відгуки критиків і пересічних гравців. На агрегаторі Metacritic середня оцінка складає 89 балів зі 100. На GameRankings її оцінено в 88,86 %.
Розважальний ресурс IGN у своїй рецензії зробив висновок, що Battlefield 1942 чудова багатокористувацька гра, з відмінною на свій час графікою і процесом, Але було розкритиковано однокористувацьку кампанію: «Щодо тих, хто шукає яскравого однокористувацького досвіду і думає, що знайде його в Battlefield, вам не пощастило. Це не той випадок. Renegade від Westwood близький до неї у занурені [до світу гри], але Medal of Honor ближча атмосферою і дизайном. Їй просто не вистачає гнучкості і рельєфу місцевості, щоб дійсно симулювати бій».

## Відмова від свастики
У грі прапор зі свастикою замінили прапором Німеччини 1933—1935 років, тільки замість орла зображений прямий хрест вермахту. На літаках також свастика не відображена.

## Доповнення
- Battlefield 1942: The Road to Rome — випущене 4 лютого 2003 року, містить 6 нових карт для боїв, 8 видів техніки, зброю, а також дві нові сторони війни: Італію і Францію.
- Battlefield 1942: Secret Weapons of WWII — випущене 4 вересня 2003 року, надає 8 нових карт, 16 видів техніки (малопоширеної або експериментальної), 4 види зброї та нову умову багатокристувацької гри — захопити або захистити військовий об'єкт[16].